# Rasta (cantante)
Rasta, pseudonimo di Stefan Đurić (in serbo Стефан Ђурић?; Priština, 16 novembre 1989), è un cantante e rapper serbo, noto per aver reso popolare Auto-Tune nei Balcani occidentali e per aver spesso promosso la marijuana nelle sue canzoni.

## Biografia
Stefan Đurić è nato a Priština (SFR Jugoslavia), quando è iniziata la guerra del Kosovo si è trasferito a Srebrenica dove ha vissuto con la nonna. Diversi anni dopo, stabilendosi a Belgrado, si è riunito con i propri genitori Slađana e Drago Đurić, i quali lavoravano come professori all'Università di Belgrado.
Rasta è cresciuto innamorandosi della musica giamaicana ed è stato un seguace del movimento rastafariano, da qui l'origine del suo nome d'arte, dello stile musicale e dei dreadlocks. Ha mosso i primi passi nel mondo della musica sin da adolescente e nel 2006 ha intrapreso la sua carriera da solista. Nel tempo ha raggiunto grandi traguardi e ha collaborato con numerosi colleghi.
Il 28 luglio 2016, ha sposato la cantante Ana Nikolić, con la quale ha avuto la figlia Tara. La coppia si è separata, chiedendo il divorzio nel 2018.
Il 2 ottobre 2020, è stato arrestato con l'accusa di possesso di sostanze stupefacenti. Dopo aver trascorso quasi quattro mesi in prigione, si è dichiarato colpevole ed è stato condannato a un anno di arresti domiciliari.

## Carriera
Rasta ha iniziato la sua carriera nei primi anni duemila, diffondendo la sua conoscenza del genere dancehall in tutta la Serbia, tramite la trasmissione radio "Reggae Show con Stefan". Ha proseguito organizzato feste R&B e dancehall a Belgrado e scrivendo musica per film studenteschi. Prima di intraprendere la carriera da solista, ha fatto parte dei Prva Postava e dei Show Program, in cui ha ricoperto il ruolo di singjay.
Il suo mixtape di debutto, intitolato Sensemilia Mixtape, è stato pubblicato nel 2009. L'anno successivo, ha presentato One i lova, dall'influenza R&B, in collaborazione con Cvija e Kaseta, dall'influenza crunk, con il gruppo hip hop Unija. Lo stesso anno, ha aperto il concerto di 50 Cent a Belgrado.
Nel dicembre 2011, Rasta ha pubblicato il suo primo album, intitolato Superstar. Quest'ultimo è stato prodotto da Coby, in collaborazione con l'etichetta hip hop serba Bassivity Music. Successivamente ha fatto uscire Kavasaki, un brano che, oltre all'essersi rivelato un successo virale, ha accumulato oltre 66 milioni di visualizzazioni su YouTube. L'anno seguente ha fatto di nuovo centro col singolo Kavali. Sempre nel 2015, ha fondato un'etichetta discografica, in collaborazione con Bassivity Music, chiamata Balkaton.
Con i pezzi Euforija e Hotel, pubblicati durante l'estate del 2016, ha consolidato la sua posizione come uno degli artisti regionali più popolari, soprattutto nella diaspora serba. In quel periodo ha anche iniziato a scrivere e produrre canzoni per altri famosi musicisti serbi, tra cui Dara Bubamara, Ana Nikolić, Ana Stanić, Sandra Afrika ed Elena.
Nel 2017, ha pubblicato l'album in studio Indigo. Insieme all'allora moglie Ana Nikolić, è stato giudice della quinta stagione del reality show Ja imam talenat!, trattasi dello spin-off serbo di Got Talent. Entro la fine dell'anno, Slučajnost, il suo duetto con Nikolić, è stato dichiarato da YouTube il video musicale di un artista locale più visto in Serbia, secondo in assoluto a Despacito. Anche la sua canzone Indigo si è posizionata al settimo posto nella classifica precitata.
Nel 2022, Đurić ha presentato il suo quinto album, Geto Sport Mixtape, scritto mentre era agli arresti domiciliari. Inoltre, ha registrato una canzone, intitolata Preko sveta, per la squadra nazionale di calcio serba per la Coppa del Mondo FIFA 2022.
Rasta ha interpretato se stesso nel film 3211, lanciato nel settembre 2023. Il titolo di quest'ultimo rappresenta simbolicamente tutto il periodo di vita trascorso dall'artista durante la reclusione, infatti il numero in questione è quello della cella in cui si trovava. Una particolarità del film è la presentazione in anteprima delle canzoni dell'album omonimo scritto dal cantante mentre si trovava in galera.
Nel corso del 2024, ha lanciato il suo terzo EP intitolato Jamajka. Inoltre, ha preso parte come artista ospite agli album in studio di Teodora, Jala Brat e Buba Corelli e Nucci.

## Discografia

### Album in studio
- 2011 – Superstar
- 2017 – Indigo
- 2018 – Don Reggaeton
- 2019 – Air Max Reggae
- 2022 – Rasta & zvezde grada
- 2023 – 3211
- 2025 – Air Max Reggae 2

### EP
- 2010 – One i lova (con Cvija)
- 2023 – 180° EP (con Link)
- 2024 – Jamajka
- 2025 – Jamajka 2

### Mixtape
- 2009 – Senseimilia mixtape
- 2010 – Kaseta
- 2022 – Geto sport mixtape

### Singoli

#### Come artista principale
- 2014 – Kavasaki
- 2015 – Kavali
- 2015 – Balkan (con Dado Polumenta e Žuti)
- 2015 – Mala (con Coby)
- 2015 – Habibi (con Buba Corelli)
- 2016 – Hotel
- 2016 – Euforija
- 2016 – Armani
- 2016 – Ćao Ćao (con Ljupka Stević)
- 2017 – Slučajnost (con Ana Nikolić)
- 2017 – Tako dobro (con Cvija)
- 2018 – Moj muškarac (con Katarina Didanović)
- 2018 – Benga po snijegu (con Jala Brat e Buba Corelli)
- 2018 – Limun
- 2019 – 1312 (con Alen Sakić)
- 2019 – Mrak (con DJ Link)
- 2019 – Maroko (con Alen Sakić)
- 2019 – Mantra
- 2019 – Kombi
- 2019 – Beli grad (con DJ Link)
- 2020 – I dalje sam isti (con DJ Link)
- 2020 – Genge (con Relja Popović)
- 2020 – Benz ili bimmer (con Alen Sakić)
- 2022 – Preko sveta
- 2022 – Pismo (con Darko Lazić e Voyage)
- 2022 – Budale (con Edita)
- 2022 – Ona (con Cvija)
- 2022 – Bandit (con Tijana Em)
- 2023 – Polumesec (con Teodora)
- 2023 – Turira (con Relja Popović)
- 2024 – Mami mami (con DJ Link e Relja Popović)
- 2024 – BVS (con Cvija, DJ Link e Valentinna)
- 2025 – Tajland

#### Come artista ospite
- 2008 – Mamacita (Cvija feat. Rasta)
- 2009 – Da vratim vreme (Cvija feat. Rasta)
- 2009 – Pored svih tih godina (Cvija feat. Rasta)
- 2009 – 1, 2, 3 (B.K.O.* e Cantwait feat. Rasta)
- 2009 – Pocetak kraja (3man a.k.a. Dr. Menhetn feat.  Cantwait e Rasta)
- 2013 – Živimo noću (Furio Đunta feat. Rasta)
- 2014 – Dugme po dugme (Gru feat. Rasta)
- 2014 – Karera (Dara Bubamara feat. Rasta)
- 2014 – Boing (Jala Brat e Buba Corelli feat. Rasta)
- 2016 – Konkretno (Ana Nikolić feat. Rasta)
- 2016 – Frigidna (Ana Nikolić feat. Rasta)
- 2017 – Previše isti (Mare Stambolija feat. Rasta)
- 2021 – Poslednji ples (Kali feat. Rasta)
- 2024 – Namera (Teodora feat. Rasta)
- 2024 – Hollywood (Jala Brat e Buba Corelli feat. Rasta)
- 2024 – Ceo svet (Nucci feat. Rasta)
- 2025 – Problem (Ri feat. Rasta)

## Filmografia

### Cinema
- 3211, regia di Danilo Becković e Andrijana Stojković – Rasta (2023)